# Янко Олександр Петрович
Олекса́ндр Петро́вич Я́нко (*11 квітня 1879, Старі Санжари, Полтавського повіту (нині село Полтавської області) — †22 вересня 1938, Київ) — український громадський і політичний діяч, журналіст, член Центральної та Малої Ради.

## Біографія
Народився у селянській родині. Закінчив початкову школу. Не маючи можливості продовжувати навчання, займався самоосвітою.
1896–1905 — працював у Полтавському губернському земстві: спочатку — помічником секретаря, згодом — завідувачем підвідділу та секретарем відділу земських благодійних установ.
Від 1904 належав до гуртків українських есерів, був одним із провідних діячів соціал-революційного руху на Полтавщині. За політичні переконання зазнав переслідувань царської адміністрації. Уперше заарештовано 18 грудня 1905 у Полтаві. 1908 засуджено до трьох років ув'язнення, згодом — на довічне поселення в Сибіру.
На засланні оволодів бухгалтерською справою, працював бухгалтером на будівництві залізниці в Нижньоудинську, на Велістовських кам'яновугільних копальнях в Іркутській губернії (нині Тулунський район), на Кольчугінській гілці Транссибірської магістралі (нині в Кемеровській області) та в інших підприємствах.
Після Лютневої революції 1917 деякий час залишався у Західному Сибіру, де працював комісаром торгівлі. З квітня 1917 — член Української партії соціалістів-революціонерів, входив до складу ЦК УПСР. Влітку 1917 повернувся на Полтавщину, де його обрали головою Полтавської губернської ради робітничих і солдатських депутатів, а також членом губернської і повітової земських управ.
Член Української Центральної Ради. У червні 1917 на Всеукраїнському селянському з'їзді обраний делегатом на Всеукраїнські установчі збори від Полтавської губернії. У листопаді 1918 за списком Селянської спілки і УПСР був обраний делегатом Всеросійських установчих зборів. Редактор партійного органу УПСР — часопису «Народна воля».
У період Української Держави— член Українського національного союзу, один з організаторів протигетьманського повстання.
У листопаді 1918 Олександр Янко був одним із кандидатів до складу Директорії УНР. Після відновлення УНР обраний головою ЦК Селянської спілки, очолював організаційний комітет УПСР. У січні 1919 частково перейшов на позиції більшовизму.
Працював журналістом у різних українських часописах.
У 1920–1923 жив у Томську, згодом повернувся в Україну. 1930 став членом Київського відділення Всесоюзного товариства політичних каторжан і засланців.
26 грудня 1937 заарештовано за «участь у націоналістичній терористичній організації». 22 вересня 1938 військовою колегією Верховного суду СРСР засуджено до розстрілу.